# SKILL (JAM Projectの曲)
「SKILL」（スキル）は、JAM Projectの16枚目のシングル。2003年4月23日にLantisから発売された。

## 概要
PlayStation 2用ソフト『第2次スーパーロボット大戦α』のオープニングテーマとエンディングテーマを収録している。2003年9月3日に発売された2作目のベスト・アルバム『FREEDOM 〜JAM Project BEST COLLECTION II〜』ではalbum versionとして収録されている。 
歌唱メンバーは影山ヒロノブ・松本梨香・遠藤正明・きただにひろし・奥井雅美・福山芳樹であるが、奥井・福山加入前にも一度レコーディングされており当時メンバーであった水木一郎・さかもとえいぞうも参加していた。この旧メンバーでのバージョンはCD化されていない。
2008年4月23日に発売された@Lantis NonStop Dance Remix Vol.1には、同曲のリミックスバージョンが収録されている。掛け声の「MOTTO! MOTTO!」はライブ会場全体でコールするのが特徴で非常に盛り上がる曲のため、出演しているライブやコンサートの最後の曲に使用されることが多い1曲でもある。
2015年には、JAM Project結成15周年企画として一般公募のエキストラとともにライブ形式のミュージックビデオが製作された。

## 収録曲
全曲 作詞：影山ヒロノブ、編曲：河野陽吾
1. SKILL [5:49]
作曲：須藤賢一・河野陽吾
2. FOREVER&EVER [5:56]
作曲：河野陽吾
3. SKILL（off vocal）
4. FOREVER&EVER（off vocal）

## カバー
SKILL
- FLOW
  - FLOW×GRANRODEO×angela - 『Animelo Summer Live 2022 -Sparkle-』（2022年8月27日）
  - FLOW×影山ヒロノブ×GRANRODEO×美竹蘭 from Afterglow（CV：佐倉綾音） - 『FLOW 20th ANNIVERSARY SPECIAL LIVE 2023 〜アニメ縛りフェスティバル〜』（2023年7月1日）

## 収録アルバム
| 曲名  | 収録アルバム                                   | 発売日         | 備考                                     |
| ----- | ---------------------------------------------- | -------------- | ---------------------------------------- |
| SKILL | 『FREEDOM 〜JAM Project BEST COLLECTION II〜』 | 2003年9月3日   | 2ndベストアルバム。 Album ver.として収録 |
| SKILL | 『JAM Project 10th Anniversary Complete BOX』  | 2010年12月22日 | CD-BOX                                   |